# Julija Sedova
Julija Konstantinovna Sedova, coniugata Morozova (in russo Юлия Константиновна Седова-Морозова?; Čeljabinsk, 8 gennaio 1985), è una pallavolista russa.
Gioca nel ruolo di centrale nella Ženskij volejbol'nyj klub Dinamo Moskva.

## Carriera
La carriera di Julija Sedova, nota anche come Julija Morozova, inizia nella stagione 2000-01 con la maglia del Metar, squadra di Čeljabinsk, sua città natale. Nel 2007 debutta nella nazionale russa, prendendo parte al Montreux Volley Masters ed al campionato europeo, dove si classifica al terzo posto; nel 2009 è finalista al World Grand Prix, mentre un anno dopo vince il campionato mondiale, divenendo così campionessa del mondo.
Nella stagione 2011-12, dopo undici stagioni con l'Avtodor-Metar, cambia per la prima volta squadra, passando alla Dinamo Mosca, con la quale si aggiudica subito la Coppa di Russia, mentre in campionato perde la finale per lo scudetto contro la Dinamo-Kazan; con la nazionale vince la medaglia d'oro al campionato europeo 2013.

## Palmarès

### Club
- Coppa di Russia: 1

2011

### Nazionale (competizioni minori)
- Trofeo Valle d'Aosta 2008

### Premi individuali
- 2011 - World Grand Prix: Miglior muro
- 2013 - Grand Champions Cup: Miglior centrale
- 2013 - Coppa di Russia: Miglior muro